# Mogofin
Le mogofin ou mikhiforé est une langue nigéro-congolaise du groupe mokolé de la famille des langues mandées, parlée dans la région de Boké en Guinée par les Mikhiforé.

## Écriture
| a | b | d | e | ɛ | f | g | gb | h | i | j | k | l |
| m | n | ŋ | ɲ | o | ɔ | p | r  | s | t | u | w | y |